# Lew Holenderski
Lew Holenderski, właśc. Arje Lejb Holenderski, ps. „Arje”, „Lejb”, „Wiktor” (ur. 1879 w Łodzi, zm. 7 kwietnia 1940 w Oranienburgu) – radny Rady Miejskiej w Łodzi, działacz socjalistyczny i syjonista, przewodniczący Poalej Syjon.

## Życiorys
Holenderski pochodził z częściowo zasymilowanej rodziny kupiecko-fabrykanckiej. W młodości ukończył rosyjsko-polską szkołę handlową w Łodzi. Następnie studiował finanse w Niemczech oraz Szwajcarii. W okresie studiów działał w żydowskim ruchu robotniczym. Należał do ruchów wiązanych z syjonizmem socjalistycznym w Rosji. W 1915 powrócił do Łodzi, gdzie mieszkał w pasażu Szulca 4. Tam założył żydowskie stowarzyszenie szkolne. Podczas I wojny światowej był jednym z autorów petycji, w ramach której zebrano 30 tys. podpisów do niemieckich władz okupacyjnych w Łodzi, w sprawie utworzenia żydowskiej szkoły publicznej. Był przewodniczącym łódzkiego i ogólnopolskiego Towarzystwa Borochowa tworzącego szkoły Borochowa w Polsce. Był współzałożycielem żydowskiej spółdzielni pracy w Łodzi. W latach 1916–1939 przewodniczył partii Poalej Syjon. Od 1917 do co najmniej 1922 był radnym Rady Miejskiej w Łodzi, w ramach której działał w komisji pracy. Jego działalność w ramach rady miejskiej skupiała się w dużej mierze na wspieraniu klasy robotniczej i przeciwdziałaniu bezrobociu oraz wprowadzeniu świeckiej edukacji w szkołach w Łodzi  i możliwości nauczania dzieci żydowskich w jidysz. W trakcie posiedzeń Rady Miejskiej w Łodzi niekiedy przemawiał w jidysz, za co był krytykowany. Ponadto był członkiem gminy żydowskiej, pracował w Wydziale Szkolnictwa łódzkiego magistratu, udzielał kursów wieczorowych przy Stowarzyszeniu Pracowników Handlowych Żydów „Wzajemna Pomoc”, którego był również sekretarzem. W 1922 kandydował do Sejmu z ramienia Poalej Syjon. Współpracował z „Arbeter-Cajtung” w Warszawie (1913–1939) i był współredaktorem „Lodżer Arbeter” (1933–1938). Publikował pod pseudonimami: „Arje”, „Lejb” i „Wiktor”. We wrześniu 1939 w obawie przed zajęciem Łodzi przez Niemców uciekł do Warszawy. Po zajęciu Warszawy powrócił do Łodzi, gdzie został schwytany i przetransportowany do KL Dachau i KL Oranienburg, gdzie został zamordowany.